# Dirección General de Industrias Culturales y del Libro
La Dirección General de Industrias Culturales y del Libro fue el órgano directivo del Ministerio de Educación, Cultura y Deporte con dependencia orgánica de la Secretaría de Estado de Cultura que entre 2012 y 2018 asumió las competencias del Departamento en las industrias culturales españolas. Entre 2012 y 2016 era conocido como Dirección General de Política e Industrias Culturales y del Libro.
Nació en 2012 a raíz de la supresión del Ministerio de Cultura, integrándose su Secretaría de Estado de nuevo en el Ministerio de Educación, Cultura y Deporte. Este cambio trajo consigo la refundición de las direcciones generales de Política e Industrias Culturales y del Libro en este órgano directivo. Sin embargo, no asumió todas las competencias de los mencionados órganos, pues los archivos y bibliotecas fueron asumidos por la Dirección General de Bellas Artes y Bienes Culturales y de Archivos y Bibliotecas.

## Funciones
Las competencias de esta dirección general se regula en el artículo 9 del Real Decreto 284/2017, de 24 de marzo, y le otorga las siguientes competencias:
- El diseño de las políticas de promoción de las industrias culturales, así como su desarrollo, o coordinación cuando correspondan a competencias concretas del resto de los centros directivos u organismos públicos del Departamento.
- El diseño de las políticas de acción y promoción cultural, así como su desarrollo, o coordinación cuando correspondan a competencias concretas del resto de los centros directivos u organismos públicos del Departamento. La colaboración con otras instituciones, entidades y personas públicas o privadas para el desarrollo de programas de acción cultural conjuntos. El impulso a la participación de la sociedad en procesos de creación, dinamización cultural y obtención de recursos.
- La participación en programas destinados al fomento del turismo cultural como elemento estratégico para el desarrollo del sector cultural, en coordinación con los órganos de la Administración General del Estado competentes en materia de promoción turística.
- El establecimiento y la gestión, en su caso, del régimen de subvenciones y ayudas que no sean competencia específica de otro órgano directivo, de acuerdo con los objetivos determinados en los programas del Ministerio.
- El fomento del mecenazgo cultural mediante el desarrollo de actividades destinadas a su dinamización, y la participación, junto con otros órganos de la Administración General del Estado competentes en materia de mecenazgo, en el desarrollo de medidas que favorezcan la participación social en la financiación del sector cultural.
- La propuesta de las medidas adecuadas para la defensa y protección de la propiedad intelectual y el ejercicio de las funciones que corresponden al Departamento en relación con las entidades de gestión de derechos de propiedad intelectual, con la Secretaría de las dos secciones por medio de las cuales actúa la Comisión de Propiedad Intelectual, y asimismo las funciones atribuidas a este en materia de registro de la propiedad intelectual.
- La promoción y difusión nacional e internacional de las letras españolas.
- La realización de campañas de fomento de la lectura.
- La promoción del libro mediante ayudas a la edición y a la participación en ferias y exposiciones así como otras medidas de fomento.
- El estudio y propuesta de actuaciones en relación con la industria del libro.
- La promoción de la creación literaria y de la traducción, mediante la convocatoria de premios, ayudas y cualquier otro tipo de estímulos.
- La coordinación, impulso y seguimiento de la cooperación internacional y de las relaciones internacionales en materia de cultura, en especial con la Unión Europea y, en particular, la asistencia al Ministro en la preparación de las reuniones del Consejo de Ministros de Cultura y Audiovisual de la Unión Europea.
- El ejercicio de las competencias del Departamento respecto de los tratados internacionales, acuerdos internacionales administrativos y acuerdos no normativos en materia de cultura, así como el asesoramiento sobre la participación española en organismos internacionales.
- El diseño e impulso de la promoción cultural de España en el exterior.
- La promoción de programas de cooperación internacional de difusión de la cultura española, de carácter bilateral o multilateral.
- La cooperación con la acción cultural de las comunidades autónomas, propiciando, de común acuerdo, la comunicación cultural entre ellas, el conocimiento de la pluralidad y riqueza de sus respectivos patrimonios culturales, así como el intercambio de información sobre sus actividades culturales.
- La tramitación y seguimiento de los convenios de colaboración de la Secretaría de Estado con las comunidades autónomas, así como el seguimiento de los actos y disposiciones de las comunidades autónomas.
- La promoción del conocimiento de la diversidad cultural de las comunidades autónomas en el exterior, de acuerdo con ellas.
- La coordinación de la Oficina Europa Creativa España, así como la difusión y asesoría técnica de los Programas Europa Creativa (Subprograma Cultura) y Europa con los Ciudadanos.

## Estructura
La Dirección General de Industrias Culturales y del Libro tiene bajo su dependencia los siguientes órganos:
- Subdirección General de Industrias Culturales y Mecenazgo.
- Subdirección General de Propiedad Intelectual.
- Subdirección General del Libro, la Lectura y las Letras Españolas.
- Subdirección General de Cooperación y Promoción Internacional de la Cultura.
- Subdirección General de Cooperación Cultural con las Comunidades Autónoma.

## Directores generales
1. María Teresa Lizaranzu Perinat (14 de enero de 2012-1 de agosto de 2015)[3]
2. José Pascual Marco Martínez (1 de agosto de 2015-28 de enero de 2017)[4]
3. Óscar Sáenz de Santa María Gómez-Mampaso (28 de enero de 2017-7 de julio de 2018)[5]